# Kenotiker
Kenotiker (av klassisk grekiska κένωσις, kenosis, utblottning) var namnet på anhängarna av en teologisk riktning under 1600-talet.
Kenotikerna hävdade med hänvisning till Filipperbrevet 2:7 och läran om Kristi två naturer att Kristus under sitt jordeliv avstått från den gudomliga naturens egenskaper. Kenosisteologin blev senare företrädd även under 1800-talet, bland annat av Hans Lassen Martensen.